# クローバー・シリーズ 色づく街
『クローバー・シリーズ 色づく街』（ - いろづくまち）は、南沙織4枚目のコンパクト盤。1973年12月発売。発売元はCBS・ソニー。規格品番: SOLD-24。

## 解説
CBS・ソニーから発売されていたA面2曲、B面2曲、計4曲を収録したコンパクト盤『クローバー・シリーズ』の南沙織盤第4弾。
見開き型となっており、開くと4曲の歌詞が掲載されている。
裏のシンシアの写真はアルバム『20才まえ』のジャケットの別ショットが使用されている。
また裏には今作と同年に発売されたオリジナル・アルバム『傷つく世代』と『20才まえ』のジャケットの周りに、規格品番と収録内容が掲載され宣伝されている。

## 収録曲

### Side A
1. 色づく街
  - 作詞: 有馬三恵子、作曲・編曲: 筒美京平
2. 20才まえ
  - 作詞: 有馬三恵子、作曲: 筒美京平、編曲: 穂口雄右

### Side B
1. 傷つく世代
  - 作詞: 有馬三恵子、作曲・編曲: 筒美京平
2. カリフォルニアの青い空
  - 作詞・作曲: Albert Hammond, Mike Hazlewood、編曲: 穂口雄右

## 関連作品
- 『南沙織 クローバー・シリーズ』

クローバー・シリーズ 17才
クローバー・シリーズ 純潔
クローバー・シリーズ 早春の港
クローバー・シリーズ バラのかげり / ひとかけらの純情
クローバー・シリーズ 夜霧の街 / 夏の感情
クローバー・シリーズ 17才 / 純潔
クローバー・シリーズ 想い出通り / 女性
クローバー・シリーズ 色づく街 / 哀愁のページ
シンシアのクリスマス
クローバー・シリーズ ひとねむり / 人恋しくて